# Karl V:s rike
Karl V:s rike, Karl V:s samvälde, eller endast Habsburgska riket, är en beteckning för de habsburgska länder och territorier som från 1516 till 1556 var styrda av Karl V av Habsburg. Inom riket ingick spanska imperiet, tysk-romerska riket, Burgundiska Nederländerna, och flera andra territorier som Karl V fick makt över genom personalunioner, kolonialism eller andra krig.

## Splittrandet av imperiet
När Karl V abdikerade delades riket upp mellan hans syskon och barn: Hans son Filip II förblev kung av Neapel och Sicilien 1554 samt sedermera kung av Spanien 1556. År 1556 blev hans son Ferdinand I kejsare av tysk-romerska riket och Cisleithanien vilket han redan sedan 1531 hade varit kung över. I september lämnade Karl V Nederländerna och seglade mot Spanien och bosatte sig i klostret Geronimo de San Yuste, där han dog av malaria år 1558.
Under Karl V:s liv spenderade han 28 år i Flandern, 9 år i Tyskland, 18 år i Spanien, 2 år i Italien, 195 dagar i Frankrike, 99 dagar i Nordafrika och 44 dagar i England. Övriga 260 dagar spenderade han på havet när han seglade till de olika delarna av sitt rike.